# Lineáris történelemfelfogás
A lineáris történelemfelfogás a történelmet az alacsonyabbról a magasabb szint felé tartó egységes folyamatként értelmezi. 
„A lineáris fejlődéselméletek gyökerei – írja Romsics Ignác történész – az ókori zsidó és keresztény világértelmezésekig nyúlnak vissza. Szakítva a természeti jelenségekkel analóg emberi világ görög felfogásával az idő eszerint nem örökké tartó és állandóan ismétlődő ciklikus mozgás, hanem van kezdete – a Teremtés – és van vége – az Utolsó Ítélet –, s ami a kettő között van, az az emberi történelem.”
A görög történetírókat kivétel nélkül a ciklikus történelemfelfogáshoz soroló állásponttal szemben áll Thuküdidész (kb. Kr. e. 460– kb. Kr.e. 400) tevékenysége. „A görög történetírásban – írja Hegyi Dolores – Thuküdidésznél fogalmazódik meg az a gondolat, hogy az emberiség kezdetleges kulturálatlan állapotból emelkedett ki fokozatosan és jutott mind magasabb szintre.”
A lineáris történelemfelfogáson belül meg kell különböztetni az immanens és a transzcendens irányzatot. Az immanens irányzat a különböző korszakok egymásra-épüléséből vezeti le a történelmi fejlődést. „A történelem nem egyéb, mint az egyes nemzedékek egymásutánja, amelyek mindegyike kiaknázza azokat az anyagokat, tőkéket, termelőerőket, amelyeket valamennyi elődje reá hagyományozott, ilyenképpen tehát egyfelől a ráhagyott tevékenységet folytatja egészen megváltozott körülmények között, másfelől pedig a régi körülményeket módosít-ja egészen megváltozott tevékenységgel …” – olvashatjuk a történelmi materializmus ősforrásában, a „A német ideológiában”.
A transzcendens irányzat szerint a történelmi fejlődés célja és mozgatója e történelmen kívüli, abból semmiképpen le nem vezethető hatalom.